# Dojazd do pracy

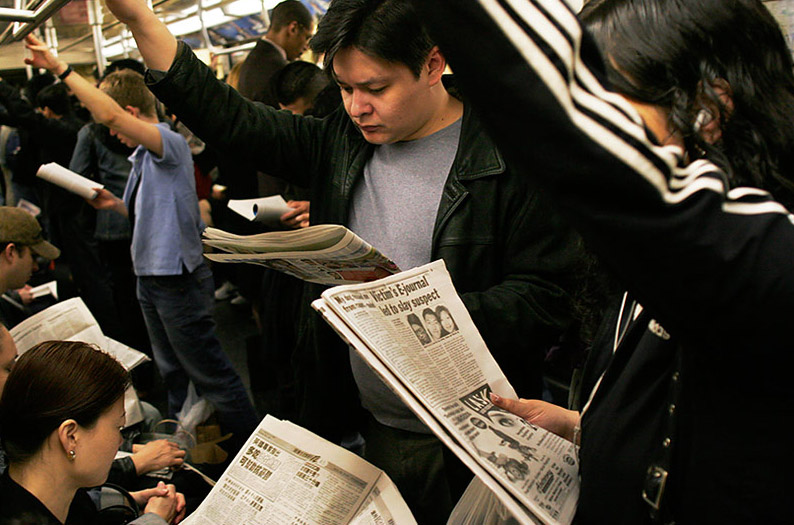
Dojeżdżający metrem w Nowym Jorku podczas godzin szczytu komunikacyjnego.

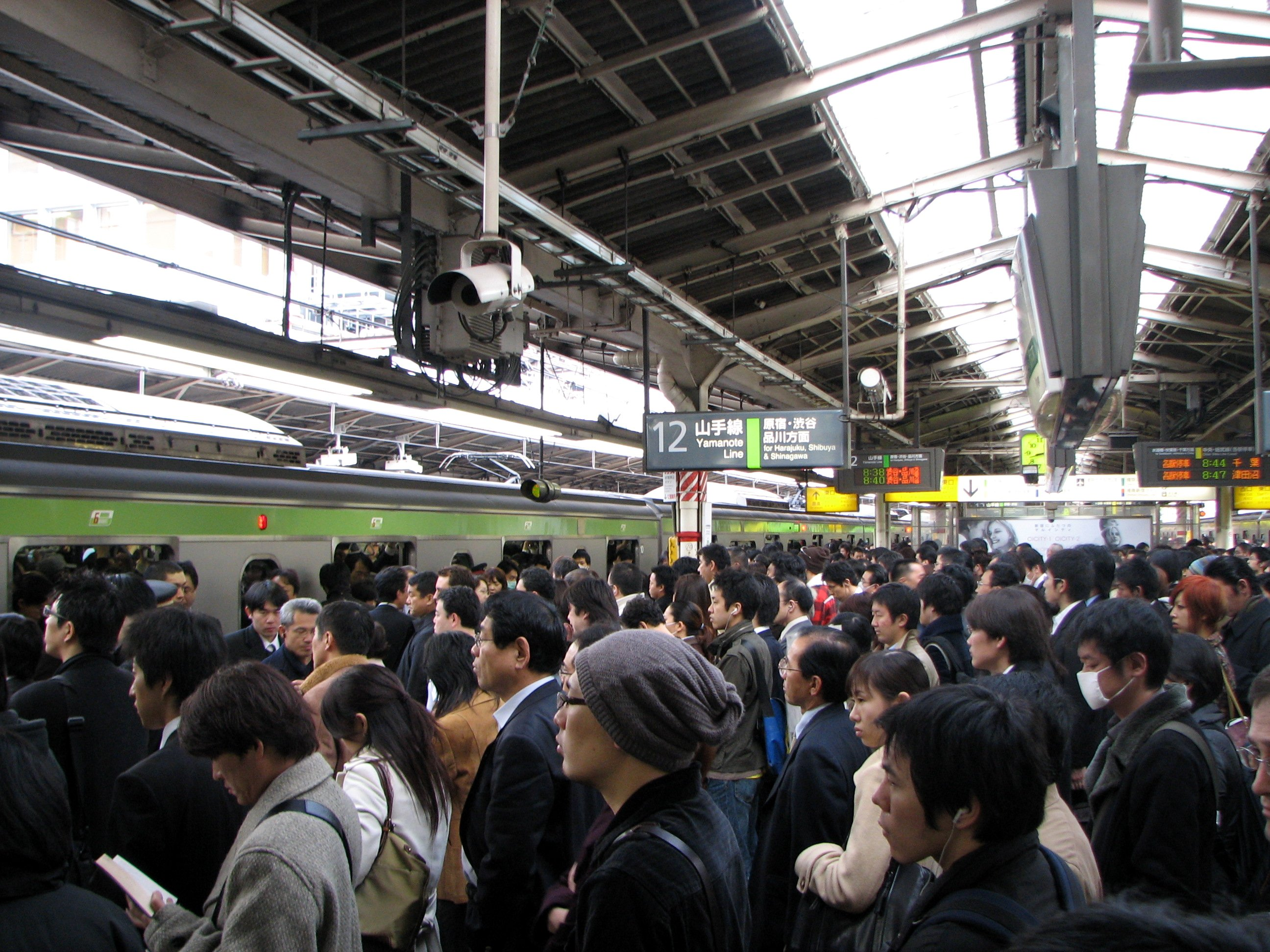
Godziny szczytu na Dworcu Shinjuku, Linia Yamanote

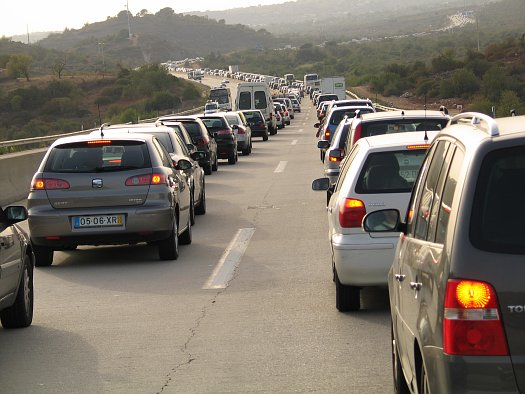
Korek spowodowany wypadkiem drogowym, Algarve, Portugalia.

Dojazd do pracy (ang. commuting) – regularne, codzienne podróże z miejsca zamieszkania do miejsca pracy lub studiów. W Stanach Zjednoczonych funkcjonuje termin commuter schools określający szkoły, które mają niewiele akademików lub w pobliżu których brakuje miejsc, gdzie można wynająć mieszkanie.
Przed XIX wiekiem większość pracowników mieszkała w odległości mniejszej niż godzinę drogi pieszo od miejsca pracy. W dzisiejszych czasach wiele ludzi podróżuje codziennie do pracy z ich miejsc zamieszkania: miast, miasteczek i wsi – szczególnie w społeczeństwach industrialnych i postindustrialnych, które używają środków transportu takich jak samochody, motocykle, pociągi, autobusy i rowery – czasem z wyboru, a czasem zmuszeni do tego przez wysokie koszty mieszkań w centrach miast, brak publicznego transportu lub korki uliczne.
Dojeżdżanie do pracy ma ogromny wpływ na dzisiejsze społeczeństwo. Pozwoliło na rozrost miast do rozmiarów wcześniej niepraktycznych, a także doprowadziło do rozrastania się przedmieść.
Wiele dużych miast lub konurbacji jest otoczone przez tzw. commuter belts, zwane również obszarami metropolitalnymi, z miastami sypialniami. Mieszkańcy tych miejsc żyją w nich i codziennie dojeżdżają do pracy do centrów miast.
Eksurbanizacja sprawia, że coraz więcej ludzi zamieszkuje coraz dalej od centrów biznesowych miast, co powoduje że nowe miejsca pracy powstają na obrzeżach miast, prowadząc do powstania zjawiska, gdzie ludzie zamieszkujący centra miast dojeżdżają codziennie do pracy na przedmieściach tzw. reverse commuting.
Większość ludzi dojeżdżających do pracy przemieszcza się w tym samym czasie, co powoduje tworzenie się w godzinach największego ruchu zatorów drogowych, a także duże obciążenie transportu publicznego, który jest niezdolny do przetwarzania tak dużego ruchu pasażerskiego.
Kierujący samochodami niezabierający pasażerów zużywają paliwo i miejsce na drodze mniej efektywnie niż kierujący z pasażerami lub poruszający się transportem publicznym, co owocuje korkami drogowymi i następstwami niekorzystnymi dla ogółu społeczeństwa. Z drugiej strony samodzielne poruszanie się samochodem jest dla kierujących bardziej efektywne ze względu na krótszy czas podróży, który wydłużyłby się, gdyby po drodze zabierali innych dojeżdżających do pracy. Jazda samochodem jest jednym z głównych czynników przyczyniających się do zanieczyszczenia powietrza.
Przedmieścia w miastach Stanów Zjednoczonych oraz innych państw mają przeważnie mniejsze zanieczyszczenie powietrza niż sąsiadujące z nimi centra miast, mimo że więcej ludzi korzysta z transportu publicznego, poruszając się po centrach miast. Niektóre rządy państw oraz pracodawcy stworzyli programy redukcji czasu dojazdu do pracy takie jak grupowe dojazdy czy telepraca. Niektórzy używają także podwożenia innych ludzi w celach oszczędnościowych. Powstały alternatywy takie jak szybki personalny transport, służące połączeniu korzyści z energooszczędności systemów masowego transportu oraz szybkości i wygody transportu indywidualnego.

## Zobacz także
- Dzień Dojazdu Rowerem do Pracy